# Dean Goosen
Dean Goosen (ur. 1 stycznia 1992) – południowoafrykański lekkoatleta specjalizujący się w rzucie oszczepem. 
Na mistrzostwach globu juniorów młdoszych w 2009 i mistrzostwach świata juniorów w 2010 odpadał w eliminacjach. Srebrny medalista juniorskich mistrzostw Afryki (2011). 
W 2010 wystąpił w biegu rozstawnym 4 x 100 metrów podczas mistrzostw świata juniorów – drużyna RPA odpadła w eliminacjach z czasem 40,32.
Rekord życiowy w rzucie oszczepem: 75,28 (19 maja 2010, Potchefstroom). 

## Osiągnięcia
| Rok  | Impreza                               | Miejsce          | Pozycja           | Wynik |
| ---- | ------------------------------------- | ---------------- | ----------------- | ----- |
| 2009 | Mistrzostwa świata juniorów młodszych | Tyrol Południowy | el. – 14. miejsce | 66,56 |
| 2010 | Mistrzostwa świata juniorów           | Moncton          | el. – 14. miejsce | 66,26 |
| 2011 | Mistrzostwa Afryki juniorów           | Gaborone         | 2. miejsce        | 68,80 |